# ليوناردو بولو
ليوناردو بولو (بالإسبانية: Leonardo Polo Barrena)‏ هو كاتب وفيلسوف إسباني، ولد في 1 فبراير 1926 في مدريد في إسبانيا، وتوفي في 9 فبراير 2013 في بنبلونة في إسبانيا.